# Inmigración senegalesa en Argentina
La inmigración senegalesa en Argentina es un fenómeno migratorio que ha cobrado cierta fuerza e importancia durante la última década del siglo XX y las primeras del siglo XXI, convirtiéndola en una corriente migratoria relativamente nueva en el país austral. Hacia 2015 la comunidad senegalesa en Argentina rondaba los 2500 miembros, haciendo de la misma la comunidad senegalesa más numerosa en América del Sur. Según el censo de 2022 se encontraban 1.120 senegaleses en Argentina, convirtiéndolos en la comunidad africana mas numerosa.

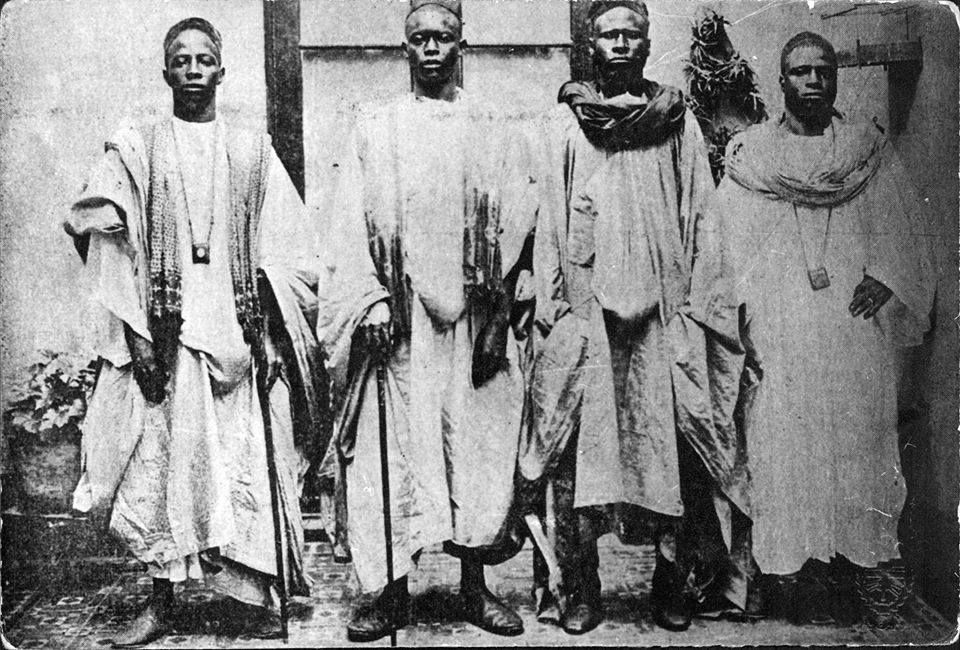
Inmigrantes senegaleses llegados a Buenos Aires en 1899 para trabajar en un ingenio azucarero en la provincia de Tucumán.